# Palatul familiei Cantacuzino-Pașcanu din Pașcani
Palatul familiei Cantacuzino-Pașcanu din Pașcani este un monument istoric aflat pe teritoriul orașului Pașcani. În Repertoriul Arheologic Național, monumentul apare cu codul 95408.01.01.
Palatul Cantacuzino, proprietate a unor stăpâni puternici din perioada medievală, Cantacuzinii și Roznovenii, unde se presupune că au copilărit cronicarii Miron Costin si Ion Neculce (datorită legăturilor de rudenie cu Iordache Cantacuzino) și posesiune a marelui istoric  Gheorghe Brătianu, ocupă un loc special in inimile pașcănenilor.
Palatul Cantacuzino-Roznovanu-Brătianu, după numele celor care l-au administrat, a fost construit între anii 1640-1650 de marele vistiernic Iordache Cantacuzino. După o lungă perioadă în care acesta a fost stăpânitor asupra grandiosului domeniu, pe la 1812, palatul ajunge în posesia lui Iordache Rosetti Roznovanu, iar în secolul următor, trece în posesia familiei Brătianu de la care domeniul a fost expropriat.
La început, palatul a fost construit și folosit ca loc de adăpost pentru vânătoare datorită construcției masive din lemn de stejar sau nuc, piatră de granit și alte materiale rezistente. Din construcția inițială nu a mai rămas decât foișorul, restul clădirii fiind refăcut pe vechea fundație. Acesta se bucură de o impresionantă colecție de imagini reprezentând animale sau păsări specifice vânătorii și stema Cantacuzinilor. Datorită acestui fapt, este considerat cel mai bogat ansamblu de sculptură monumentală al unei clădiri civile din Moldova.
După ce familia Brătianu a fost deposedată de clădirea ce le servea drept avere și adăpost, în anii comunismului în cadrul palatul a funcționat Casa Pionerului care după 1990, s-a transformat în Clubul Copiilor. Aruncând o privire spre acei ani, realizăm că am avut posibilitatea să ne dezvoltăm și alte laturi ale personalității noastre luând parte la cursurile din cadrul Clubului; pasiunea pentru muzică și instrumente, dorința de a păși în lumea virtuală și dragostea pentru experimente într-ale științei, s-au dezvoltat o dată cu scorojirea zidurilor purtătoare de istorie ale palatului. Ironia sorții face ca odată cu revendicarea domeniului de către surorile Maria și Ileana Brătianu, Clubul Copiilor să-și încheie activitatea, iar tinerii să rămână cu noi orizonturi deschise în fața ochilor și cu dorința de continuitate în pasiunea lor. În prezent, palatul face parte din Patrimoniul Național și aparține Ministerului Educației, care împreună cu  Primăria Pașcani, caută surse de finanțare pentru renovarea lui. 
Starea degradantă în care se află, a trezit în mintea tinerilor dornici de a reconstitui vremurile apuse, idei de proiecte prin care comunitatea din Pașcani să-și readucă aminte cultura de care se bucură acest oraș, istoria care este în mod paradoxal prezentă și faptul că valorile cu adevărat importante îmbină tradiția cu modernitatea.
În anul 2021, conducerea municipalității a demarat  lucrările pentru obiectivul „Reabilitare, conservare și revitalizarea Palatului Cantacuzino-Pașcanu și a terenului aferent” cu bani alocați în martie 2019, când a fost semnat un contract de finanțare europeană în cadrul Programului Operațional Regional 2014 – 2020.